# Simone Boccanegra
Pour les articles homonymes, voir Famille Boccanegra et Boccanegra.
Simone Boccanegra est un homme politique génois du Moyen Âge, né en 1301 à Gênes (en république de Gênes), où il est mort empoisonné le 14 mars 1363. Il est élu le premier doge de Gênes, le 24 septembre 1339, en remplacement des capitaines du peuple (Abbati).
Son palais est visible sur la Via della Maddalena à Gênes.

## Biographie
Simone Boccanegra est issu des Boccanegra, une famille illustre mais roturière de Gênes qui donne à la ville son premier capitaine du peuple.
Il doit combattre les Doria, les Spinola, du parti gibelin comme lui, ainsi que les Grimaldi et les Fieschi, chefs du parti guelfe, qui constituent les quatre grandes familles nobles de la cité. Il est assiégé par eux dans Gênes et forcé de se démettre du pouvoir le  23 décembre 1344 ; il se retire à Pise, d'où il revient bientôt pour armer son parti, et réussit en 1356 à reprendre le pouvoir.
Vers 1357, il vainc Charles Grimaldi, seigneur de Monaco et amiral de France. À la mort de ce dernier, Boccanegra et les Génois peuvent récupérer le rocher.
C'est sous son dogat que Gênes obtient la dédition des ambassadeurs de la révolte antiseigneuriale en Corse, dont fait partie Sambucucciu d'Alandu, au cours de l'année 1358.
Sous son administration, les Génois conquièrent l'île de Chios, et défont les Tartares qui avaient mis le siège devant Caffa.
Il meurt empoisonné en 1363.

## Dans les arts
Il est également célèbre grâce à l'opéra Simon Boccanegra de Giuseppe Verdi.

## Sources
1. ↑  Philippe Colombani, Les Corses et la couronne d'Aragon: fin XIIIe-milieu XVe siècle: projets politiques et affrontement des légitimités, Éditions Alain Piazzola, 2020 (ISBN 978-2-36479-066-7)

- Ressource relative aux beaux-arts :   - British Museum
- Notices dans des dictionnaires ou encyclopédies généralistes :   - Britannica
  - Dizionario biografico degli italiani
  - Dizionario di Storia
  - Enciclopedia italiana
  - Enciclopedia De Agostini
  - Gran Enciclopèdia Catalana
  - Treccani
- Notices d'autorité :   - VIAF
  - ISNI
  - BnF (données)
  - LCCN
  - GND
  - Pologne
  - Israël
  - WorldCat
- Marie-Nicolas Bouillet  et Alexis Chassang (dir.), « Simone Boccanegra » dans Dictionnaire universel d’histoire et de géographie, 1878 (lire sur Wikisource)
- Protagonisti della Storia, Percorso 2: il Basso Medioevo